# Belgiens Grand Prix
Belgiens Grand Prix är en deltävling i Formel 1-VM som körs på Circuit de Spa-Francorchamps, 50 kilometer sydost om Liège i östra Belgien. Tävlingen har även körts på två andra banor, Circuit Zolder, 56 kilometer öster om Bryssel och Nivelles-Baulers 38 kilometer söder om Bryssel. 
Belgiens Grand Prix kördes första gången 1925. Loppet blev en deltävling i Formel 1-VM 1950 och har sedan dess körts årligen med några undantag.
Säsongerna 1969 och 1971 blev loppet inställt på grund av bristande säkerhet på Circuit de Spa-Francorchamps, säsongen 2003 på grund av Belgiens regler emot tobaksreklam och säsongen 2006 på grund av en omfattande ombyggnad av banan. 

## Vinnare Belgiens Grand Prix
- Ljusröd bakgrund betyder att loppet inte ingick i Formel 1-VM.
- Ljusgul bakgrund betyder att loppet ingick i Europamästerskapet för Grand Prix-förare.

| År          | Bana                         | Förare                                  | Konstruktör        |
| ----------- | ---------------------------- | --------------------------------------- | ------------------ |
| 2024        | Circuit de Spa-Francorchamps | Lewis Hamilton                          | Mercedes           |
| 2023        | Circuit de Spa-Francorchamps | Max Verstappen                          | Red Bull Racing    |
| 2022        | Circuit de Spa-Francorchamps | Max Verstappen                          | Red Bull Racing    |
| 2021        | Circuit de Spa-Francorchamps | Max Verstappen                          | Red Bull Racing    |
| 2020        | Circuit de Spa-Francorchamps | Lewis Hamilton                          | Mercedes           |
| 2019        | Circuit de Spa-Francorchamps | Charles Leclerc                         | Ferrari            |
| 2018        | Circuit de Spa-Francorchamps | Sebastian Vettel                        | Ferrari            |
| 2017        | Circuit de Spa-Francorchamps | Lewis Hamilton                          | Mercedes           |
| 2016        | Circuit de Spa-Francorchamps | Nico Rosberg                            | Mercedes           |
| 2015        | Circuit de Spa-Francorchamps | Lewis Hamilton                          | Mercedes           |
| 2014        | Circuit de Spa-Francorchamps | Daniel Ricciardo                        | Red Bull-Renault   |
| 2013        | Circuit de Spa-Francorchamps | Sebastian Vettel                        | Red Bull-Renault   |
| 2012        | Circuit de Spa-Francorchamps | Jenson Button                           | McLaren-Mercedes   |
| 2011        | Circuit de Spa-Francorchamps | Sebastian Vettel                        | Red Bull-Renault   |
| 2010        | Circuit de Spa-Francorchamps | Lewis Hamilton                          | McLaren-Mercedes   |
| 2009        | Circuit de Spa-Francorchamps | Kimi Räikkönen                          | Ferrari            |
| 2008        | Circuit de Spa-Francorchamps | Felipe Massa                            | Ferrari            |
| 2007        | Circuit de Spa-Francorchamps | Kimi Räikkönen                          | Ferrari            |
| 2006        | kördes ej                    | kördes ej                               | kördes ej          |
| 2005        | Circuit de Spa-Francorchamps | Kimi Räikkönen                          | McLaren-Mercedes   |
| 2004        | Circuit de Spa-Francorchamps | Kimi Räikkönen                          | McLaren-Mercedes   |
| 2003        | kördes ej                    | kördes ej                               | kördes ej          |
| 2002        | Circuit de Spa-Francorchamps | Michael Schumacher                      | Ferrari            |
| 2001        | Circuit de Spa-Francorchamps | Michael Schumacher                      | Ferrari            |
| 2000        | Circuit de Spa-Francorchamps | Mika Häkkinen                           | McLaren-Mercedes   |
| 1999        | Circuit de Spa-Francorchamps | David Coulthard                         | McLaren-Mercedes   |
| 1998        | Circuit de Spa-Francorchamps | Damon Hill                              | Jordan-Mugen Honda |
| 1997        | Circuit de Spa-Francorchamps | Michael Schumacher                      | Ferrari            |
| 1996        | Circuit de Spa-Francorchamps | Michael Schumacher                      | Ferrari            |
| 1995        | Circuit de Spa-Francorchamps | Michael Schumacher                      | Benetton-Renault   |
| 1994        | Circuit de Spa-Francorchamps | Damon Hill                              | Williams-Renault   |
| 1993        | Circuit de Spa-Francorchamps | Damon Hill                              | Williams-Renault   |
| 1992        | Circuit de Spa-Francorchamps | Michael Schumacher                      | Benetton-Ford      |
| 1991        | Circuit de Spa-Francorchamps | Ayrton Senna                            | McLaren-Honda      |
| 1990        | Circuit de Spa-Francorchamps | Ayrton Senna                            | McLaren-Honda      |
| 1989        | Circuit de Spa-Francorchamps | Ayrton Senna                            | McLaren-Honda      |
| 1988        | Circuit de Spa-Francorchamps | Ayrton Senna                            | McLaren-Honda      |
| 1987        | Circuit de Spa-Francorchamps | Alain Prost                             | McLaren-TAG        |
| 1986        | Circuit de Spa-Francorchamps | Nigel Mansell                           | Williams-Honda     |
| 1985        | Circuit de Spa-Francorchamps | Ayrton Senna                            | Lotus-Renault      |
| 1984        | Circuit Zolder               | Michele Alboreto                        | Ferrari            |
| 1983        | Circuit de Spa-Francorchamps | Alain Prost                             | Renault            |
| 1982        | Circuit Zolder               | John Watson                             | McLaren-Ford       |
| 1981        | Circuit Zolder               | Carlos Reutemann                        | Williams-Ford      |
| 1980        | Circuit Zolder               | Didier Pironi                           | Ligier-Ford        |
| 1979        | Circuit Zolder               | Jody Scheckter                          | Ferrari            |
| 1978        | Circuit Zolder               | Mario Andretti                          | Lotus-Ford         |
| 1977        | Circuit Zolder               | Gunnar Nilsson                          | Lotus-Ford         |
| 1976        | Circuit Zolder               | Niki Lauda                              | Ferrari            |
| 1975        | Circuit Zolder               | Niki Lauda                              | Ferrari            |
| 1974        | Nivelles-Baulers             | Emerson Fittipaldi                      | McLaren-Ford       |
| 1973        | Circuit Zolder               | Jackie Stewart                          | Tyrrell-Ford       |
| 1972        | Nivelles-Baulers             | Emerson Fittipaldi                      | Lotus-Ford         |
| 1971        | kördes ej                    | kördes ej                               | kördes ej          |
| 1970        | Circuit de Spa-Francorchamps | Pedro Rodríguez                         | BRM                |
| 1969        | kördes ej                    | kördes ej                               | kördes ej          |
| 1968        | Circuit de Spa-Francorchamps | Bruce McLaren                           | McLaren-Ford       |
| 1967        | Circuit de Spa-Francorchamps | Dan Gurney                              | Eagle-Weslake      |
| 1966        | Circuit de Spa-Francorchamps | John Surtees                            | Ferrari            |
| 1965        | Circuit de Spa-Francorchamps | Jim Clark                               | Lotus-Climax       |
| 1964        | Circuit de Spa-Francorchamps | Jim Clark                               | Lotus-Climax       |
| 1963        | Circuit de Spa-Francorchamps | Jim Clark                               | Lotus-Climax       |
| 1962        | Circuit de Spa-Francorchamps | Jim Clark                               | Lotus-Climax       |
| 1961        | Circuit de Spa-Francorchamps | Phil Hill                               | Ferrari            |
| 1960        | Circuit de Spa-Francorchamps | Jack Brabham                            | Cooper-Climax      |
| 1959        | kördes ej                    | kördes ej                               | kördes ej          |
| 1958        | Circuit de Spa-Francorchamps | Tony Brooks                             | Vanwall            |
| 1957        | kördes ej                    | kördes ej                               | kördes ej          |
| 1956        | Circuit de Spa-Francorchamps | Peter Collins                           | Ferrari            |
| 1955        | Circuit de Spa-Francorchamps | Juan Manuel Fangio                      | Mercedes-Benz      |
| 1954        | Circuit de Spa-Francorchamps | Juan Manuel Fangio                      | Maserati           |
| 1953        | Circuit de Spa-Francorchamps | Alberto Ascari                          | Ferrari            |
| 1952        | Circuit de Spa-Francorchamps | Alberto Ascari                          | Ferrari            |
| 1951        | Circuit de Spa-Francorchamps | Nino Farina                             | Alfa Romeo         |
| 1950        | Circuit de Spa-Francorchamps | Juan Manuel Fangio                      | Alfa Romeo         |
| 1949        | Circuit de Spa-Francorchamps | Louis Rosier                            | Talbot-Lago        |
| 1948        | kördes ej                    | kördes ej                               | kördes ej          |
| 1947        | Circuit de Spa-Francorchamps | Jean-Pierre Wimille                     | Alfa Romeo         |
| 1946        | Circuit de Spa-Francorchamps | Eugène Chaboud                          | Delage             |
| 1945 – 1940 | kördes ej                    | kördes ej                               | kördes ej          |
| 1939        | Circuit de Spa-Francorchamps | Hermann Lang                            | Mercedes-Benz      |
| 1938        | kördes ej                    | kördes ej                               | kördes ej          |
| 1937        | Circuit de Spa-Francorchamps | Rudolf Hasse                            | Auto Union         |
| 1936        | kördes ej                    | kördes ej                               | kördes ej          |
| 1935        | Circuit de Spa-Francorchamps | Rudolf Caracciola                       | Mercedes-Benz      |
| 1934        | Circuit de Spa-Francorchamps | René Dreyfus                            | Bugatti            |
| 1933        | Circuit de Spa-Francorchamps | Tazio Nuvolari                          | Maserati           |
| 1932        | kördes ej                    | kördes ej                               | kördes ej          |
| 1931        | Circuit de Spa-Francorchamps | William Grover-Williams Caberto Conelli | Bugatti            |
| 1930        | Circuit de Spa-Francorchamps | Louis Chiron                            | Bugatti            |
| 1929 – 1926 | kördes ej                    | kördes ej                               | kördes ej          |
| 1925        | Circuit de Spa-Francorchamps | Antonio Ascari                          | Alfa Romeo         |